# Sainte-Sabine
Sainte-Sabine è un comune francese di 196 abitanti situato nel dipartimento della Côte-d'Or nella regione della Borgogna-Franca Contea.

## Società

### Evoluzione demografica
Abitanti censiti